# Nett Lake (Minnesota)
Nett Lake es un lugar designado por el censo ubicado en el condado de St. Louis en el estado estadounidense de Minnesota. En el Censo de 2010 tenía una población de 284 habitantes y una densidad poblacional de 63,71 personas por km².

## Geografía
Nett Lake se encuentra ubicado en las coordenadas 48°6′53″N 93°4′52″O / 48.11472, -93.08111. Según la Oficina del Censo de los Estados Unidos, Nett Lake tiene una superficie total de 4.46 km², de la cual 4.46 km² corresponden a tierra firme y (0%) 0 km² es agua.

## Demografía
Según el censo de 2010, había 284 personas residiendo en Nett Lake. La densidad de población era de 63,71 hab./km². De los 284 habitantes, Nett Lake estaba compuesto por el 4.23% blancos, el 0.35% eran afroamericanos, el 93.31% eran amerindios, el 0% eran asiáticos, el 0% eran isleños del Pacífico, el 0.7% eran de otras razas y el 1.41% pertenecían a dos o más razas. Del total de la población el 1.41% eran hispanos o latinos de cualquier raza.